# Fraseria
Fraseria là một chi chim trong họ Muscicapidae.